# Aneusomie
L'aneusomie est un terme désignant une anomalie chromosomique, avec anomalie quantitative du matériel génétique.
L'aneusomie de recombinaison désigne la présence d'une anomalie quantitative (duplication ou délétion) partielle au niveau d'une région d'un chromosome, due à une réorganisation anormale lors de la méiose, à cause d'un enjambement dans une boucle d'inversion.
L'aneuploïdie est un terme proche, qui caractérise une cellule ne possédant pas le nombre normal de chromosomes.